# بنتي لينكولا
بنتي لينكولا (Pentti Linkola؛ هلسنكي، 7 ديسمبر 1932) إيكولوجي عميق راديكالي، منشق، وصياد فنلندي. وقد كتب على نطاق واسع حول أفكاره، وهو مفكر بارز في فنلندا. عاش حياة بسيطة ومتقشفة. استمر يصطاد الأسماك ببحيرة فانايافيزي حتى أواخر حياته.
حمـّل لينكولا الإنسان مسؤولية تدهور البيئة المستمر. يشجع الخفض العاجل لعدد السكان لمكافحة المشاكل التي تعزى عادة إلى الانفجار السكاني. كأنه يساند بقوة تخفيض التصنيع ويعارض الديمقراطية التي يسميها «دين الموت» معتبراً إيـّاها عامل تبدير للرأسمالية والنزعة الاستهلاكية. ويرى أن أنصار التنمية الاقتصادية يجهلون الآثار المدمرة خفية لسياسات السوق الحر سائدة على مدى القرنين الماضيين.

## روابط خارجية
- بنتي لينكولا على موقع IMDb (الإنجليزية)